# Distretto di Taraco
Il distretto di Taraco è uno degli otto distretti della provincia di Huancané, in Perù. Si trova nella regione di Puno e si estende su una superficie di 198,02 chilometri quadrati.

Ha per capitale la città di Taraco; nel censimento 2005 si contava una popolazione di 16.379 unità.